# Aonjocu
Aonjocu (Ahonjoku) é considerado o deus do inhame pelos ibos, que habitam a Nigéria.